# Sinophorus triangularis
Sinophorus triangularis là một loài tò vò trong họ Ichneumonidae.